# النجاح (شمال سيناء)
النجاح إحدى قرى مركز بئر العبد التابع لمحافظة شمال سيناء بجمهورية مصر العربية.